# Harry Anspach
Harry Friedrich Jakob Anspach (* 24. April/6. Mai 1889 in Riga; † 1. Mai 1943 in Berlin) war ein deutscher Bühnenschriftsteller und Drehbuchautor.

## Leben und Werk
Über seine Biografie ist nur wenig bekannt. Am Lessingtheater in Berlin erfolgte 1940 die Aufführung seines Lustspiels „Krawall“ und am Badischen Staatstheater in Karlsruhe seine Komödie „Spuk um Mitternacht“ und 1941 am Staatstheater in Dresden seine Komödie „Wolken am Himmel“. 1942 wurde am Theater in der Saarlandstraße in Berlin seine Komödie „Spuk um Mitternacht“ inszeniert. Er starb 1943 im St. Hedwig-Krankenhaus in Berlin.